# Xylophanes cantel
Xylophanes cantel is een vlinder uit de familie van de pijlstaarten (Sphingidae). De wetenschappelijke naam van de soort is voor het eerst geldig gepubliceerd in 1941 door William Schaus.